# Hauserozetes mausiae
Hauserozetes mausiae är en kvalsterart som beskrevs av Sandór Mahunka 1980. Hauserozetes mausiae ingår i släktet Hauserozetes och familjen Microzetidae. Inga underarter finns listade i Catalogue of Life.